# Eds barrskog och våtmarker
Eds barrskog och våtmarker är ett naturreservat i Melleruds kommun i Västra Götalands län.
Området är naturskyddat sedan 2018 och är 22 hektar stort. Reservatet omfattar våtmarker med rikkärr och består av sumpskog och äldre barrskog.